# 死亡战士之结

死亡战士之结的不同变体。

死亡战士之结是由三个互锁的三角形组成的符号，出现在古代日耳曼民族考古记录中的各种物品上。Valknut一词是现代新发展出的，未知历史上使用什么术语来指代该符号。
学者们对该符号提出了多种解释。它有时会和奥丁神联系在一起。有学者将这一符号在9世纪Snoldelev石刻上发现的三角符号进行了比较，并发现这两个符号可能相关。 